# کلودیا کیسلا
کلودیا کیسلا (انگلیسی: Claudia Ciesla، ۱۲ فوریه ۱۹۸۷) بازیگر و مدل اهل آلمان است.
او همچنین در فیلم چقدر باحال هستیم ۳ بازی کرده است.

## نگارخانه

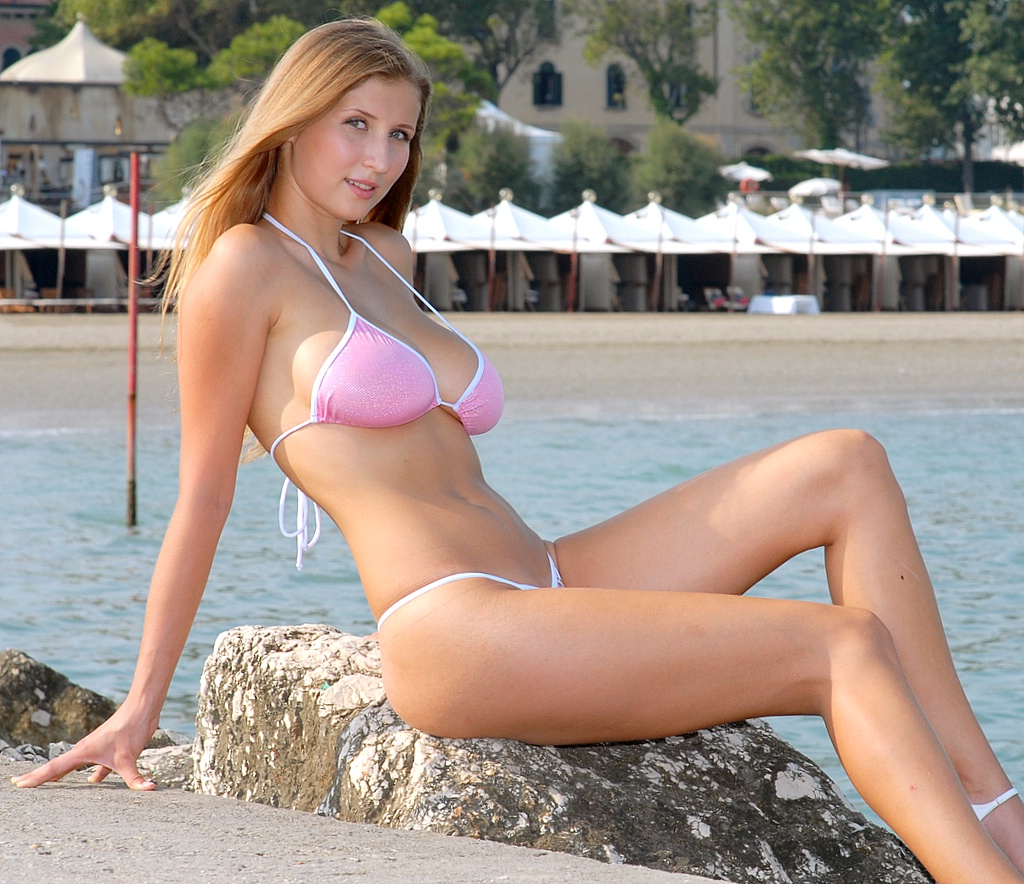
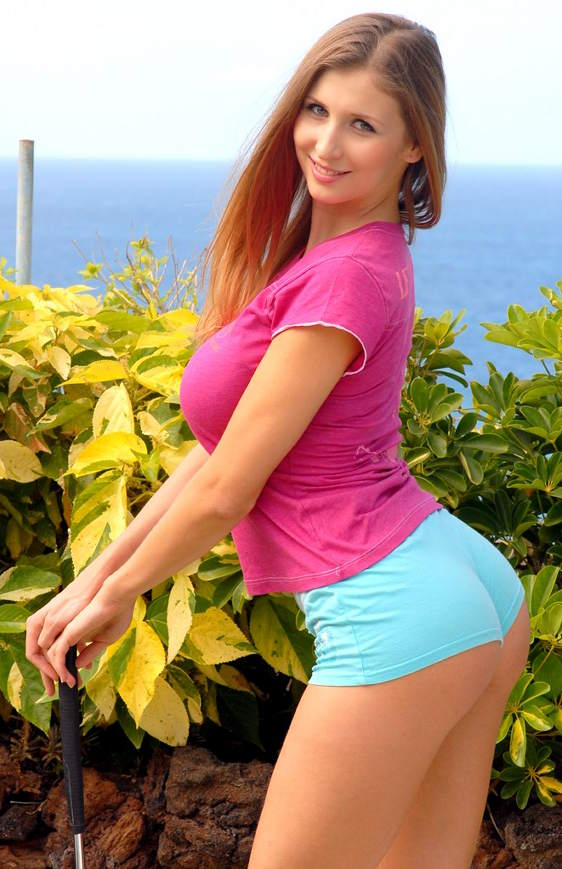